# Fleury (Aude)

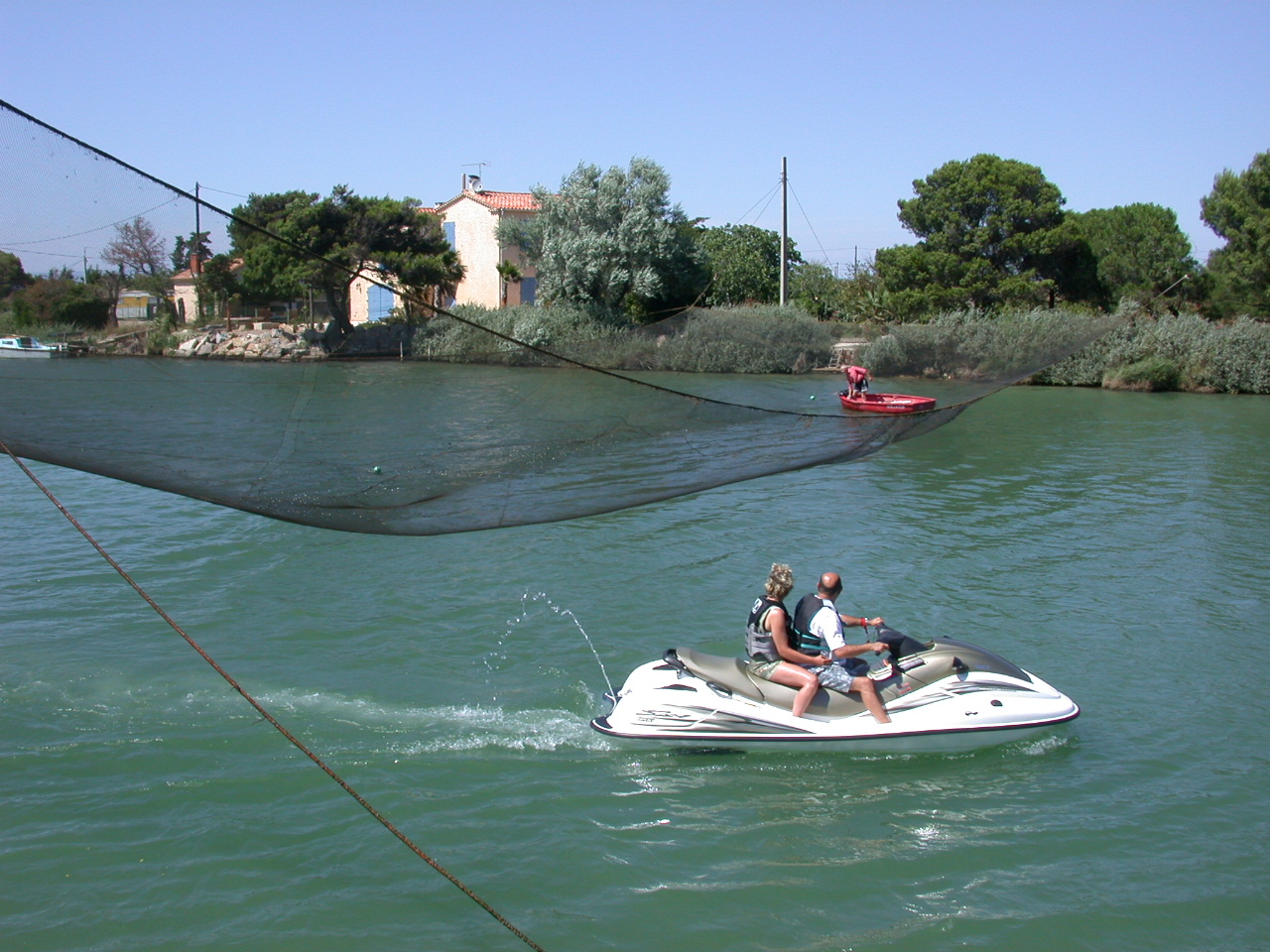
Le Globe relevé dans l'Aude.

Fleury-d'Aude redirige ici.
Pour les articles homonymes, voir Fleury.
Fleury  (en occitan Perinhan  ou Fluris ), nommée également localement Fleury-d'Aude, est une commune française de 2 800 habitants (4 300 habitants sur l’ensemble des 3 villages de Fleury d’Aude, Saint-Pierre-La-Mer et Les Cabanes de Fleury) située dans le nord-est du département de l'Aude, en région Occitanie.
Sur le plan historique et culturel, la commune fait partie du Narbonnais, un pays comprenant Narbonne et sa périphérie, le massif de la Clape et la bande lagunaire des étangs.
Exposée à un climat méditerranéen, elle est drainée par l'Aude, le ruisseau de Combe Levrière et par divers autres petits cours d'eau.
Le village lui-même est traversé par le ruisseau du Bouquet, entièrement crée par l'homme pour drainer l'Étang de Fleury (Tarailhan).
Incluse dans le parc naturel régional de la Narbonnaise en Méditerranée, la commune possède un patrimoine naturel remarquable : quatre sites Natura 2000 (le « massif de la Clape », le « cours inférieur de l'Aude », la « montagne de la Clape » et la « basse plaine de l'Aude »), deux espaces protégés (la « Basse plaine de l'Aude » et « L'Oustalet ») et huit zones naturelles d'intérêt écologique, faunistique et floristique.
Fleury est une commune urbaine et littorale qui comptabilise dans son unité urbaine 7 146 habitants selon le dernier recensement en 2022, après avoir connu une forte hausse de la population depuis 1975.
Elle appartient à l'unité urbaine de Fleury et fait partie de l'aire d'attraction de Narbonne.
Ses habitants sont appelés les Pérignanais et Pérignanaises.
Le patrimoine architectural de la commune comprend trois  immeubles protégés au titre des monuments historiques : la fount de Rome, classée en 1970, la tour de Balayard, inscrite en 1981, et la chapelle des Pénitents, inscrite en 1982.

## Géographie

### Localisation
Située au nord de Narbonne, la commune est limitrophe du département de l'Hérault.
Elle est située à peu près à égale distance des villes de  Narbonne et Béziers, l'autoroute A9  dite La Languedocienne passant juste au nord du village, elle se trouve dans le parc naturel régional de la Narbonnaise en Méditerranée.

### Communes limitrophes
Les communes limitrophes sont Narbonne, Salles-d'Aude, Vinassan, Lespignan, Vendres et Nissan-lez-Enserune.
| Nissan-lez-Enserune (Hérault) (par un quadripoint) | Lespignan (Hérault) | Vendres (Hérault)   |
| Salles-d'Aude                                      | Fleury              | Mer Méditerranée    |
| Narbonne                                           | Vinassan            | Saint-Pierre-la-Mer |

### Géologie et relief
Fleury se situe en zone de sismicité 2 (sismicité faible).

### Hydrographie
La commune est dans la région hydrographique « Côtiers méditerranéens », au sein du bassin hydrographique Rhône-Méditerranée-Corse. Elle est drainée par l'Aude, le ruisseau de Combe Levrière, Ancien Lit de l'Aude, le ruisseau de la Cave Maîtresse, le ruisseau de la Combe de Saint-Pierre et le ruisseau du Cascabel, qui constituent un réseau hydrographique de 13 km de longueur totale,.
L'Aude, d'une longueur totale de 223,59 km, prend sa source dans la commune des Angles et s'écoule du sud vers le nord. Elle traverse la commune et se jette dans le golfe du Lion sur le territoire communal de Fleury, après avoir traversé 73 communes.

### Climat
Pour des articles plus généraux, voir Climat de l'Occitanie et Climat de l'Aude.
En 2010, le climat de la commune est de type climat méditerranéen franc, selon une étude s'appuyant sur une série de données couvrant la période 1971-2000. En 2020, Météo-France publie une typologie des climats de la France métropolitaine dans laquelle la commune est exposée à un climat méditerranéen et est dans la région climatique Provence, Languedoc-Roussillon, caractérisée par une pluviométrie faible en été, un très bon ensoleillement (2 600 h/an), un été chaud (21,5 °C), un air très sec en été, sec en toutes saisons, des vents forts (fréquence de 40 à 50 % de vents > 5 m/s) et peu de brouillards.
Pour la période 1971-2000, la température annuelle moyenne est de 14,9 °C, avec une amplitude thermique annuelle de 15,6 °C. Le cumul annuel moyen de précipitations est de 570 mm, avec 5,2 jours de précipitations en janvier et 2,4 jours en juillet. Pour la période 1991-2020 la température moyenne annuelle observée sur la station météorologique la plus proche, située sur la commune de Lespignan à 6 km à vol d'oiseau, est de 15,6 °C et le cumul annuel moyen de précipitations est de 604,2 mm. Pour l'avenir, les paramètres climatiques de la commune estimés pour 2050 selon différents scénarios d’émission de gaz à effet de serre sont consultables sur un site dédié publié par Météo-France en novembre 2022.

### Milieux naturels et biodiversité

#### Espaces protégés
La protection réglementaire est le mode d’intervention le plus fort pour préserver des espaces naturels remarquables et leur biodiversité associée,.
La commune fait partie du parc naturel régional de la Narbonnaise en Méditerranée, créé en 2003 et d'une superficie de 68 350 ha, qui s'étend sur 21 communes du département. Composé de la majeure partie des milieux lagunaires du littoral audois et de ses massifs environnants, ce territoire représente en France l’un des rares et derniers grands sites naturels préservés, de cette ampleur et de cette diversité en bordure de Méditerranée (golfe du Lion).
Deux autres espaces protégés sont présents sur la commune : 
- la « Basse Plaine de l'Aude », un terrain acquis par le Conservatoire du Littoral, d'une superficie de 1 464,1 ha[13],[14] ;
- « L'Oustalet », un terrain acquis par le Conservatoire du Littoral, d'une superficie de 540 ha[15],[16].

#### Réseau Natura 2000

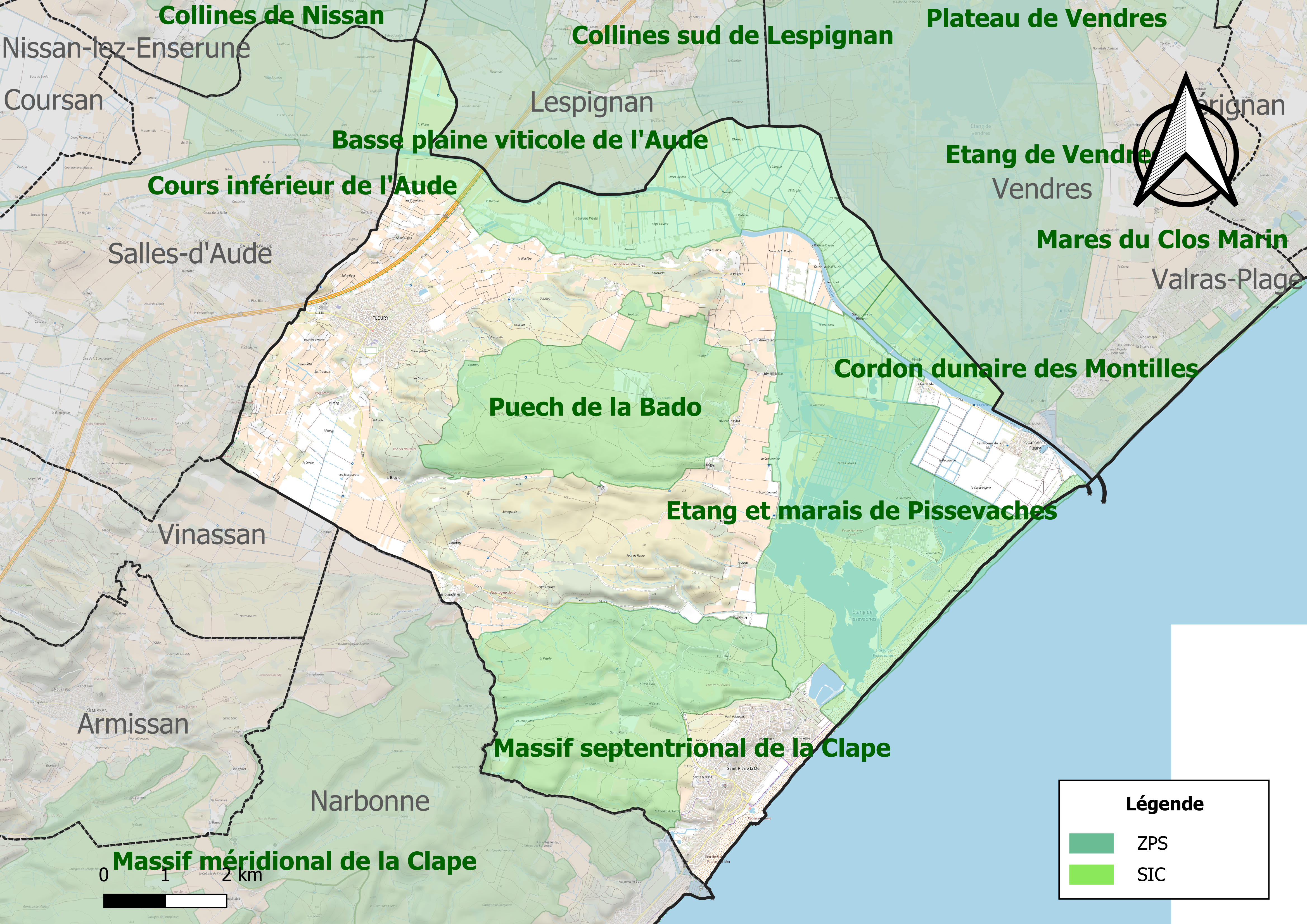
Sites Natura 2000 sur le territoire communal.

Le réseau Natura 2000 est un réseau écologique européen de sites naturels d'intérêt écologique élaboré à partir des directives habitats et oiseaux, constitué de zones spéciales de conservation (ZSC) et de zones de protection spéciale (ZPS). Deux sites Natura 2000 ont été définis sur la commune au titre de la directive habitats :
- le « cours inférieur de l'Aude », d'une superficie de 5 358 ha, permet la reproduction d'espèces migratrices vulnérables (Alose feinte, Lamproie marine), en forte régression depuis la prolifération des ouvrages sur les cours d'eau[19] ;
- le « massif de la Clape », d'une superficie de 8 339 ha, caractérisé par des vallons marneux, des surfaces calcaires, des faciès abrupts et des plateaux. Les falaises calcaires sont globalement en bon état de conservation. Concernant la flore, parmi les espèces végétales présentes sur la zone d’étude, 37 ont un intérêt patrimonial fort, dont une est inscrite à la directive habitat : la Centaurée de la Clape[20] ;

et trois au titre de la directive oiseaux : 
- la « basse plaine de l'Aude », d'une superficie de 4 500 ha. Il comprend un ensemble de zones humides du littoral méditerranéen avec des milieux dunaires de faible étendue et des sansouires en arrière plage[21] ;
- la « montagne de la Clape », d'une superficie de 9 082 ha, abritant certains rapaces notamment l'Aigle de Bonelli, le Faucon crécerellette, le Grand-duc, le Circaète Jean-le-Blanc[22] ;
- la « basse plaine de l'Aude », d'une superficie de 4 857 ha. Ce site comprend  un complexe de milieux liés au cours aval du fleuve Aude. Il s'agit d'un site majeur pour la Pie-grièche à poitrine rose qui a des effectifs voisin de la moitié des effectifs nationaux et pour des espèces nicheuses dépassant le seuil des 1 % de leur population nationale : Butor étoilé, Blongios nain, Héron pourpré, Busard des roseaux, Échasse blanche, Aigrette garzette, Sterne pierregarin, Sterne naine, Lusciniole à moustaches et Rollier d'Europe[23] ;

#### Zones naturelles d'intérêt écologique, faunistique et floristique
L’inventaire des zones naturelles d'intérêt écologique, faunistique et floristique (ZNIEFF) a pour objectif de réaliser une couverture des zones les plus intéressantes sur le plan écologique, essentiellement dans la perspective d’améliorer la connaissance du patrimoine naturel national et de fournir aux différents décideurs un outil d’aide à la prise en compte de l’environnement dans l’aménagement du territoire. Cinq ZNIEFF de type 1 sont recensées sur la commune :
- la « basse plaine viticole de l'Aude » (1 438 ha), couvrant 4 communes dont 2 dans l'Aude et 2 dans l'Hérault[25] ;
- l'« étang de Vendres » (1 647 ha), couvrant 3 communes dont 1 dans l'Aude et 2 dans l'Hérault[26] ;
- l'« étang et marais de Pissevaches » (905 ha)[27] ;
- le « massif septentrional de la Clape » (1 701 ha), couvrant 3 communes du département[28] ;
- le « puech de la Bado » (562 ha)[29] ;

et trois ZNIEFF de type 2, : 
- la « basse plaine de l'Aude et étang de Capestang » (7 120 ha), couvrant 10 communes dont 4 dans l'Aude et 6 dans l'Hérault[30] ;
- le « lido de Gruissan nord à Saint-Pierre-sur-Mer » (1 004 ha), couvrant 3 communes du département[31] ;
- la « montagne de la Clape » (9 634 ha), couvrant 6 communes du département[32].

Carte des ZNIEFF de type 1 et 2 à Fleury.
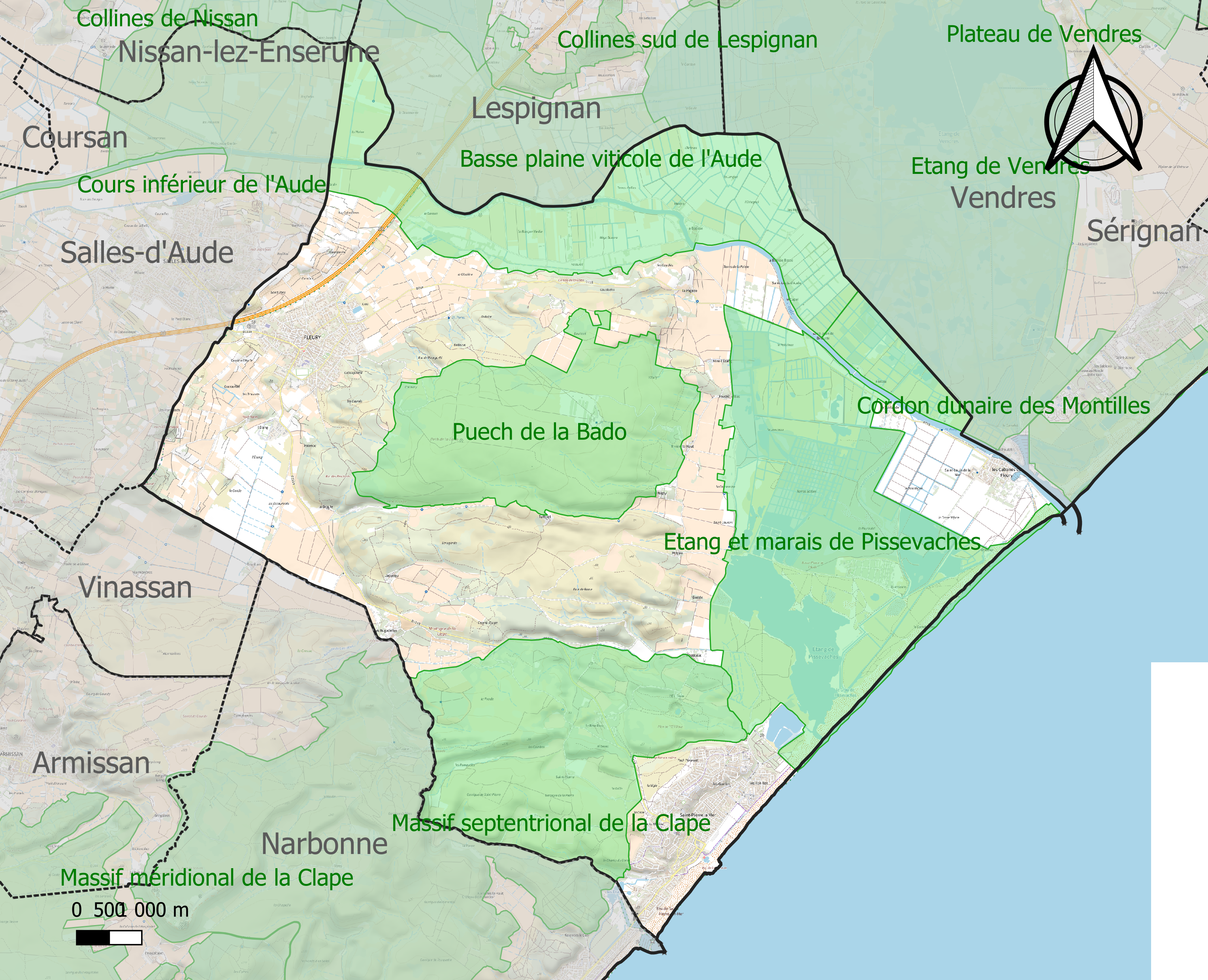
Carte des ZNIEFF de type 1 sur la commune.
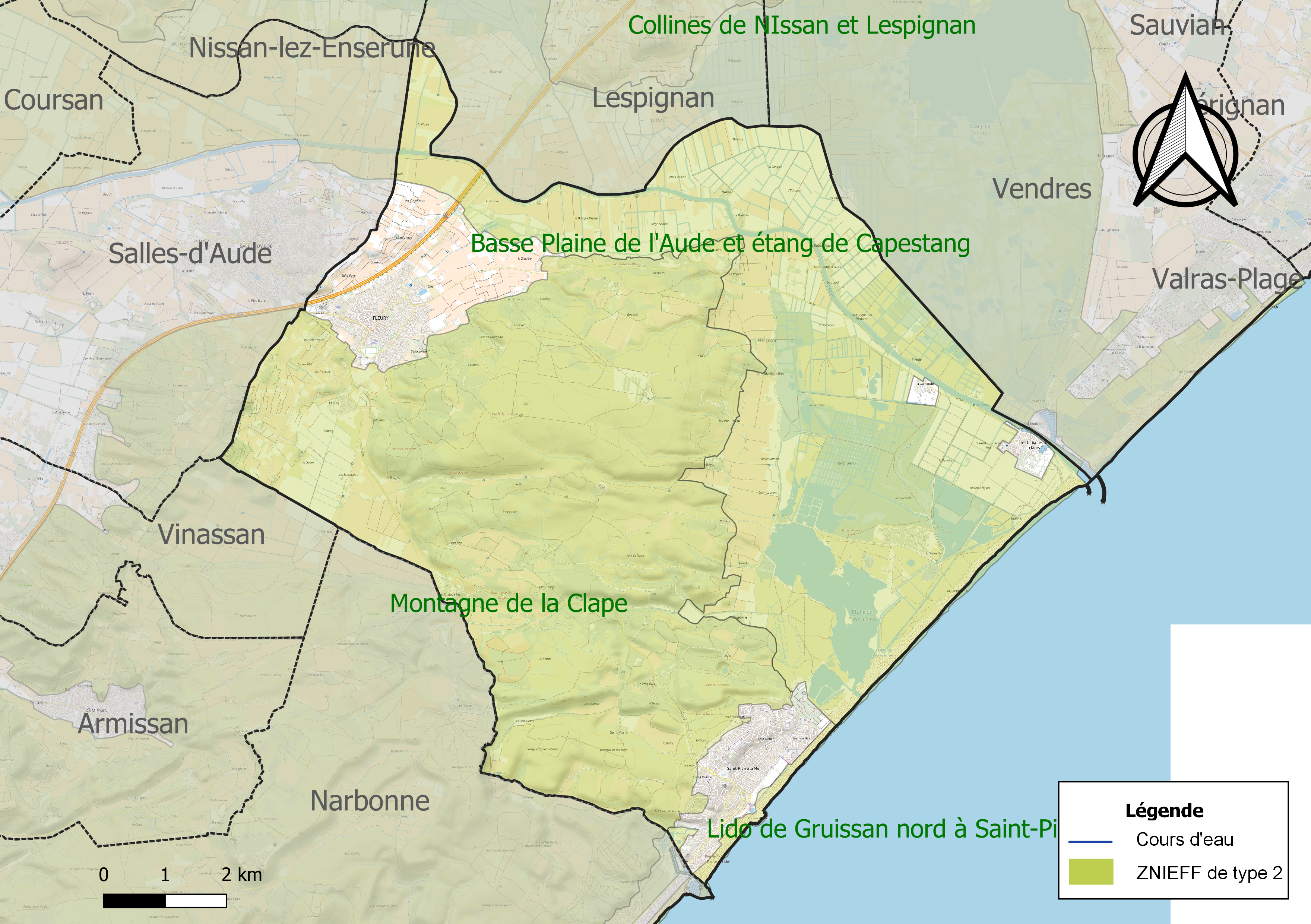
Carte des ZNIEFF de type 2 sur la commune.

## Urbanisme

### Typologie
Au 1er janvier 2024, Fleury est catégorisée petite ville, selon la nouvelle grille communale de densité à 7 niveaux définie par l'Insee en 2022.
Elle appartient à l'unité urbaine de Fleury, une agglomération intra-départementale dont elle est ville-centre,. Par ailleurs la commune fait partie de l'aire d'attraction de Narbonne, dont elle est une commune de la couronne,. Cette aire, qui regroupe 71 communes, est catégorisée dans les aires de 50 000 à moins de 200 000 habitants,.
La commune, bordée par la mer Méditerranée, est également une commune littorale au sens de la loi du 3 janvier 1986, dite loi littoral. Des dispositions spécifiques d’urbanisme s’y appliquent dès lors afin de préserver les espaces naturels, les sites, les paysages et l’équilibre écologique du littoral, tel le principe d'inconstructibilité, en dehors des espaces urbanisés, sur la bande littorale des 100 mètres, ou plus si le plan local d’urbanisme le prévoit.

### Occupation des sols

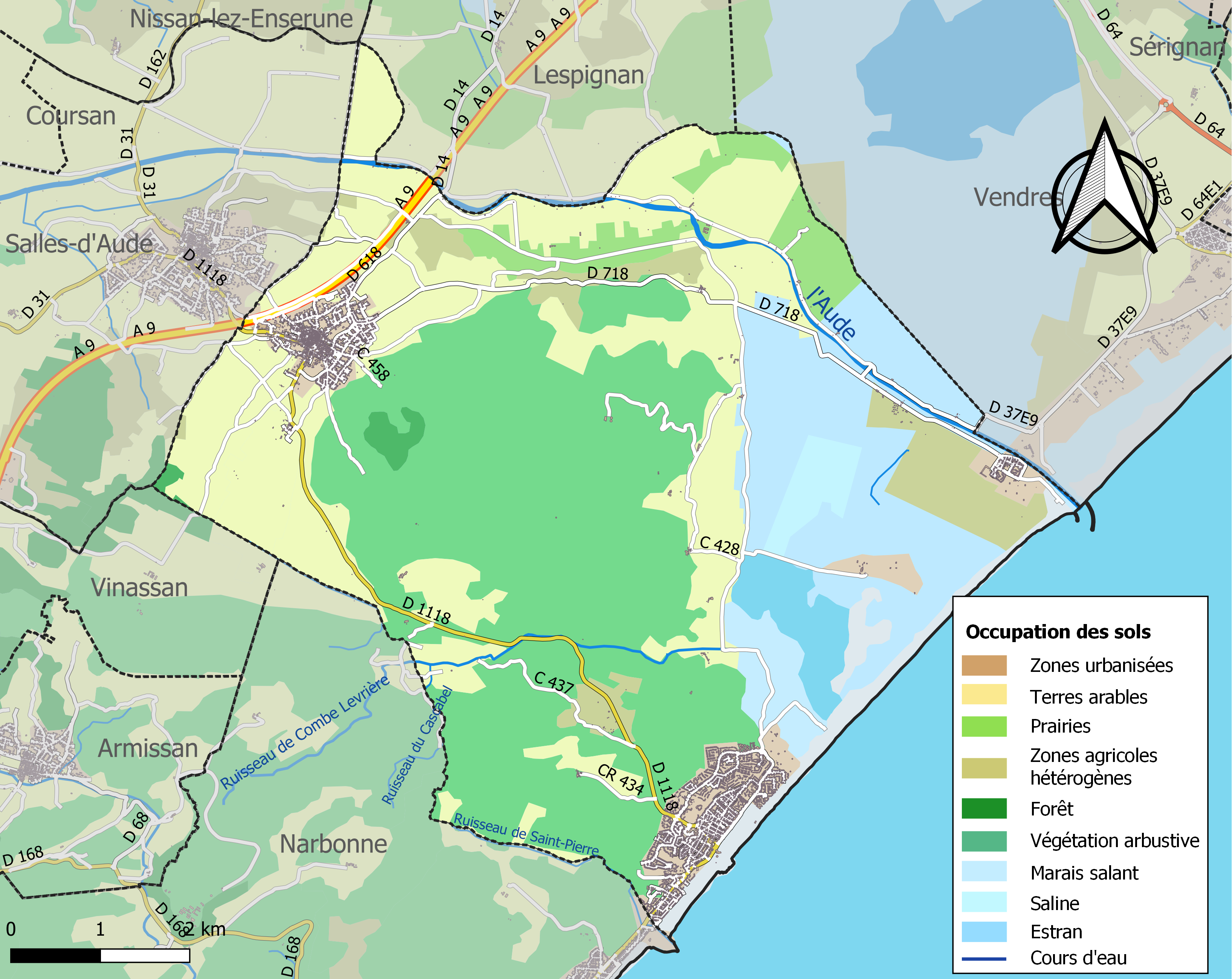
Carte des infrastructures et de l'occupation des sols de la commune en 2018 (CLC).

L'occupation des sols de la commune, telle qu'elle ressort de la base de données européenne d’occupation biophysique des sols Corine Land Cover (CLC), est marquée par l'importance des forêts et milieux semi-naturels (39 % en 2018), en diminution par rapport à 1990 (43,5 %). La répartition détaillée en 2018 est la suivante : milieux à végétation arbustive et/ou herbacée (35,8 %), cultures permanentes (25,9 %), zones humides intérieures (12,2 %), zones agricoles hétérogènes (5,4 %), zones urbanisées (4,9 %), prairies (3,8 %), zones humides côtières (3,3 %), espaces ouverts, sans ou avec peu de végétation (2,6 %), eaux maritimes (2,5 %), 1terres arables (1,9 %), espaces verts artificialisés, non agricoles (1,1 %), forêts (0,7 %).
L'IGN met par ailleurs à disposition un outil en ligne permettant de comparer l’évolution dans le temps de l’occupation des sols de la commune (ou de territoires à des échelles différentes). Plusieurs époques sont accessibles sous forme de cartes ou photos aériennes : la carte de Cassini (XVIIIe siècle), la carte d'état-major (1820-1866) et la période actuelle (1950 à aujourd'hui).

### Hameaux et lieux-dits

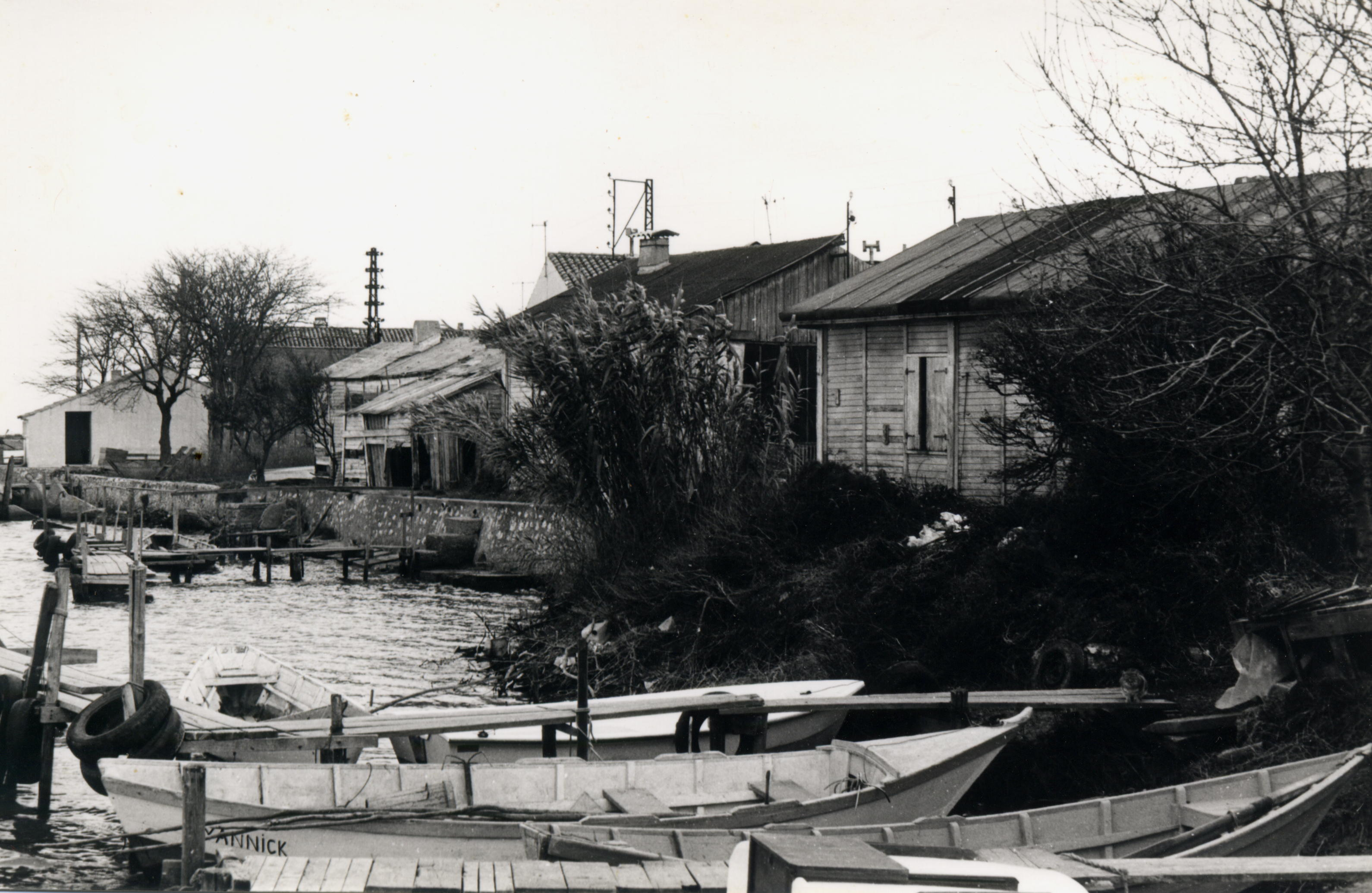
Anciennes baraques des pêcheurs aux Cabanes de Fleury.

Les habitants du hameau des Cabanes de Fleury sont appelés : Cabanaïre.
La commune constitue une entité originale alliant trois sites en triangle, Fleury-d'Aude, le village historique dans les terres, Saint-Pierre-la-Mer, la station balnéaire sur le golfe du Lion et Les Cabanes de Fleury, l'ancien village de pêcheurs situé à l'estuaire de l'Aude. Les cabanes en bois n'existent plus depuis 1978 et la Pêche au Globe a cessé d'être pratiquée depuis 2011 environ.
La construction du pont barrage anti-sel en 1990, situé à 2 km des Cabanes de Fleury, permit au hameau d'être moins isolé, en permettant la liaison plus rapide avec le département de l'Hérault et les villages de Valras et de Vendres. Un autre changement important survint aux Cabanes de Fleury en 1990, l’achèvement de la construction d'une nouvelle digue à l'embouchure de l'Aude qui permet de faciliter l'écoulement des nombreuses crues du fleuve, et par la même occasion lors de ces inondations de se rendre compte de la quantité de bois flotté et de déchets s'échouant sur la longue plage sablonneuse et sauvage des Cabanes de Fleury.

### Voies de communication et transports
La commune est desservie par la ligne 6 des Autobus de Narbonne.

### Risques majeurs
Le territoire de la commune de Fleury est vulnérable à différents aléas naturels : météorologiques (tempête, orage, neige, grand froid, canicule ou sécheresse), inondations, feux de forêts et séisme (sismicité faible). Il est également exposé à un risque technologique, le transport de matières dangereuses. Un site publié par le BRGM permet d'évaluer simplement et rapidement les risques d'un bien localisé soit par son adresse soit par le numéro de sa parcelle.

#### Risques naturels
La commune fait partie du territoire à risques importants d'inondation (TRI) de Narbonne, regroupant 18 communes du bassin de vie de l'agglomération narbonnaise, un des 31 TRI qui ont été arrêtés fin 2012 sur le bassin Rhône-Méditerranée, retenu au regard des submersions marines et des débordements des cours d’eau l’Aude, l'Orbieu et la Berre. Des cartes des surfaces inondables ont été établies pour trois scénarios : fréquent (crue de temps de retour de 10 ans à 30 ans), moyen (temps de retour de 100 ans à 300 ans) et extrême (temps de retour de l'ordre de 1 000 ans, qui met en défaut tout système de protection),. La commune a été reconnue en état de catastrophe naturelle au titre des dommages causés par les inondations et coulées de boue survenues en 1982, 1986, 1992, 1993, 1996, 1999, 2005, 2014, 2018, 2019 et 2021,.

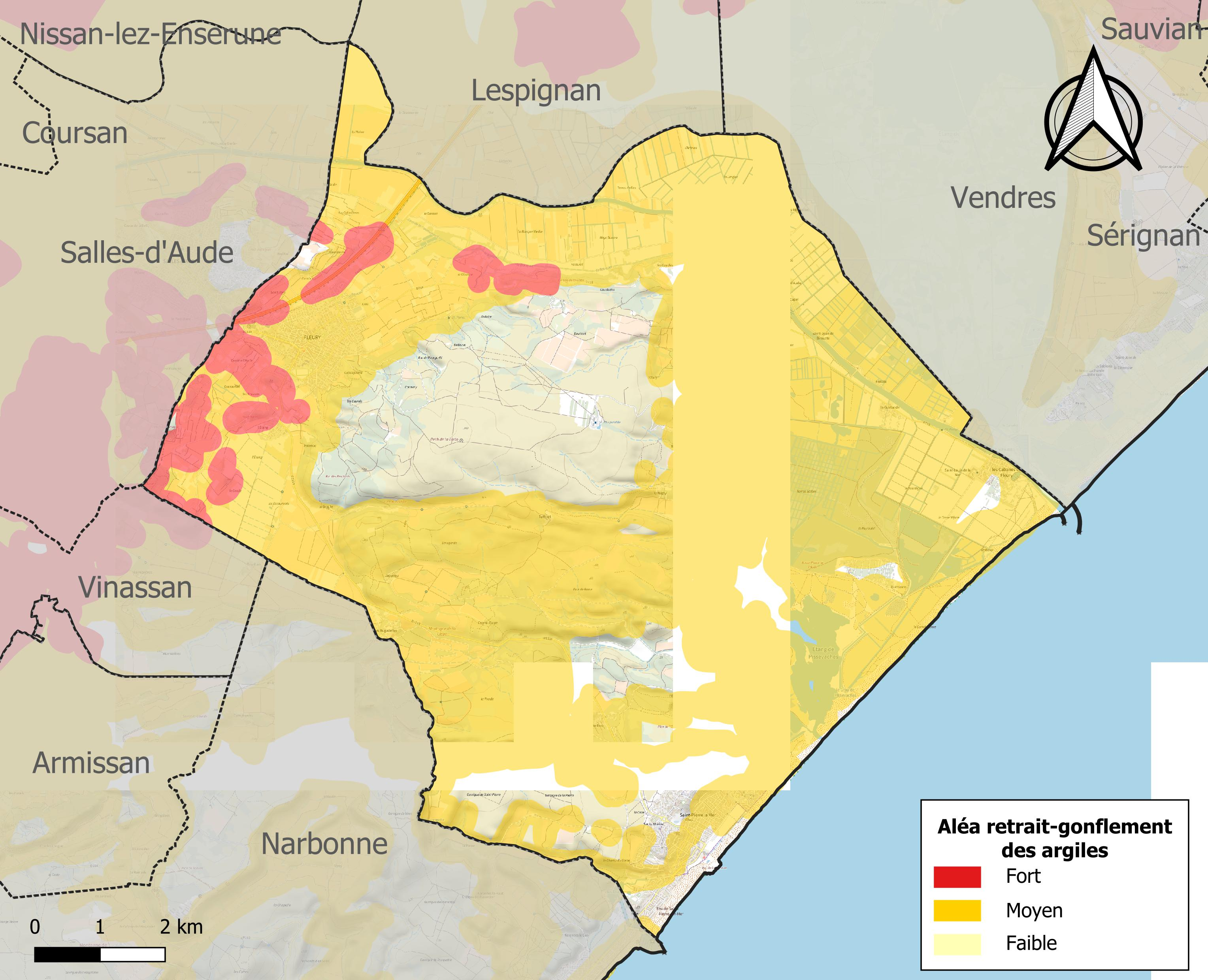
Carte des zones d'aléa retrait-gonflement des sols argileux de Fleury.

Le retrait-gonflement des sols argileux est susceptible d'engendrer des dommages importants aux bâtiments en cas d’alternance de périodes de sécheresse et de pluie. 79,1 % de la superficie communale est en aléa moyen ou fort (75,2 % au niveau départemental et 48,5 % au niveau national). Sur les 5 866 bâtiments dénombrés sur la commune en 2019, 4166 sont en aléa moyen ou fort, soit 71 %, à comparer aux 94 % au niveau départemental et 54 % au niveau national. Une cartographie de l'exposition du territoire national au retrait gonflement des sols argileux est disponible sur le site du BRGM,.

#### Risques technologiques
Le risque de transport de matières dangereuses sur la commune est lié à sa traversée par une route à fort trafic. Un accident se produisant sur une telle infrastructure est en effet susceptible d’avoir des effets graves au bâti ou aux personnes jusqu’à 350 m, selon la nature du matériau transporté. Des dispositions d’urbanisme peuvent être préconisées en conséquence.

## Toponymie
Au Moyen Âge, le village s'appelait Pérignan. Il fait partie de la baronnie de Pérignan.
Jean-Hercule de Fleury neveu du cardinal de Fleury Précepteur, puis principal ministre du roi Louis XV, obtient de la reine Marie Leszczynska que la baronnie soit érigée en duché en 1736.
Nous croyons devoir donner un témoignage éclatant à notre dit Cousin, le Cardinal de Fleury, de notre affection et de la satisfaction que nous avons de ses services & faire connaître à la postérité l’estime particulière que nous faisons de sa personne en accordant à sa famille un titre durable d’honneur & de distinction & en élevant à la dignité de Duc & Pair de France sous la dénomination de DUC DE FLEURY, notre aimé et féal Jean Hercule de Rosset, marquis de Rocozels, baron de Pérignan Pérignan devient alors Fleury. Ses descendants auront le titre de Ducs de Fleury, Seigneurs de Rocozel, Barons de Pérignan et Pairs de France.
Au cours de la Révolution française, la commune reprend provisoirement le nom de Pérignan.
Depuis 1814, la commune porte le nom de Fleury.

## Histoire
Le site était habité au néolithique et certainement occupé à l'époque romaine.
Le village était jusqu’à la fin du Moyen Âge un village fortifié, un castrum, bâti sur une colline et surmonté du château des seigneurs du lieu. De nombreuses traces de remparts sont encore visibles aux abords de l’actuel boulevard qui ceinture le village, ainsi que de nombreux porches et portes permettant de pénétrer à l’intérieur de l’enceinte.
Les Cabanes de Fleury formait à l’origine un village de pêcheurs constitué de grossières cabanes de roseaux. Ce hameau se développa au début du siècle pour loger les pêcheurs et les ouvriers agricoles. il y avait deux domaines viticoles : Saint Louis d'Aude appartenant aux Salins du Midi, et le Domaine des Pins appartenant à la famille PESQUI, avec son château, se détachant des vignes environnantes.
Après la Seconde Guerre mondiale, les premiers touristes commencèrent à fréquenter la plage et les bords de l'Aude. Le camping dit « sauvage » sur la plage des Cabanes de Fleury y perdura jusqu'en 1980. Les aménagements touristiques démarrèrent en 1981.
C’est de nos jours un port de plaisance et de pêche où l'on pratiquait encore la pêche au globe sur l'embouchure de l'Aude. Celle-ci s’arrêta vers 2011 avec la retraite du dernier pêcheur Jean Pierre Affre. C'est également un point de départ pour des promenades en mer et aussi avec le club Actinautic la pêche au gros.
La mode des bains de mer a amené le développement progressif de Saint-Pierre-la-Mer dans la commune de Fleury-d'Aude.
Un plan de juin 1846 atteste la présence d'un hôtel des Bains.
Henri de Toulouse-Lautrec écrit à sa mère qu'il est régulièrement amené à Saint-Pierre afin de consolider ses jambes à la suite des accidents qu'il a subis en 1878.
Dans les années 1920, des habitants de Fleury-d'Aude louaient des chambres dans les hôtels « Nord », « Sud » ; l'auteur Jean Girou en parle dans L'Itinéraire en Terre d'Aude (Causse Graille & Castelnau Imprimeurs-éditeurs, 1936).
Avant la guerre de 1939-1945, la belle saison voyait se monter un village de baraques sur la plage. Les soldats allemands évacuèrent la côte, rasèrent les constructions dont le casino, aménagèrent des défenses contre un éventuel débarquement. À la fin du conflit, la plage dut être déminée.
Il en fut de même aux Cabanes de Fleury, occupées durant 2 ans, et les bâtiments en partie détruits au départ des troupes d'occupation. Des baraques en bois furent construites avec du matériel de récupération afin de pouvoir loger ceux qui avaient été évacué.
Les années 1950-1960 virent la station se reconstruire et s'agrandir avec, en été, l'affluence quotidienne des villageois de l'intérieur et sur la plage, l'installation sauvage de campeurs avec les baraquiers.

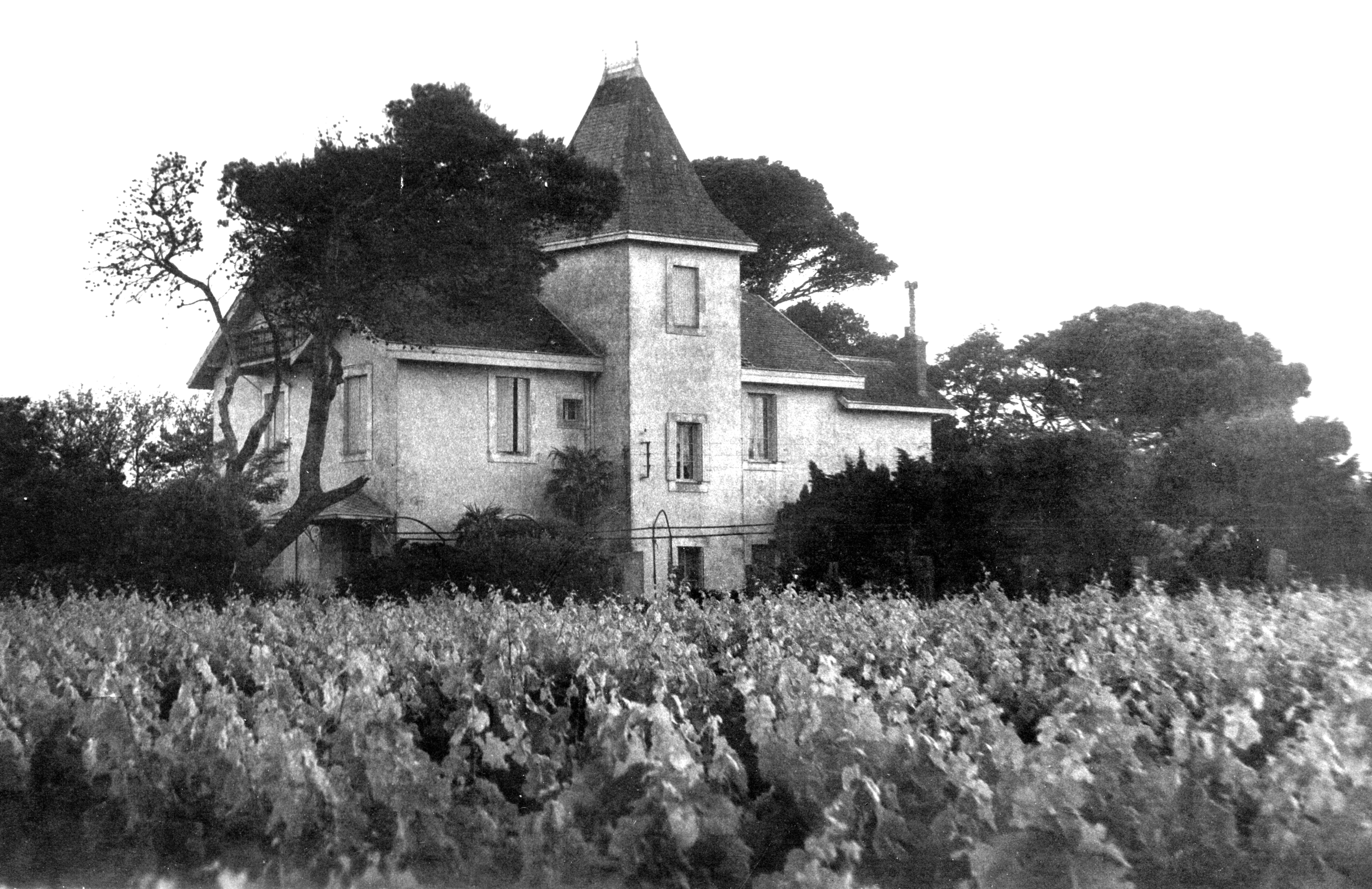
Le château aux Cabanes de Fleury 1975.

En 1963, le « Plan Racine » planifia le bétonnage du golfe du Lion au détriment des milieux naturels et en 2009, les constructions empiètent sur la garrigue du massif de la Clape pourtant protégé. Elle est appréciée en tant que station balnéaire qui offre 8 km de plage de sable fin entre Saint Pierre la mer et Les Cabanes de Fleury.
André-Luc Montagnier, élu maire de Fleury-d'Aude en juin 2020, lance en octobre 2020 Cote Indigo pour unifier les trois territoires de la commune(Fleury d’Aude,Saint Pierre la Mer et Les Cabanes de Fleury).
Dans le cadre de cette revalorisation, la première tranche des travaux du front de mer « Clape au cœur » a commencé en janvier 2021 durant laquelle ont été plantés des pins qui permettent de se rendre à la plage par la pinède.

## Politique et administration

### Découpage territorial
La commune de Fleury est membre de l'intercommunalité Le Grand Narbonne, un établissement public de coopération intercommunale (EPCI) à fiscalité propre créé le 26 décembre 2002 dont le siège est à Narbonne. Ce dernier est par ailleurs membre d'autres groupements intercommunaux.
Sur le plan administratif, elle est rattachée à l'arrondissement de Narbonne, au département de l'Aude, en tant que circonscription administrative de l'État, et à la région Occitanie.
Sur le plan électoral, elle dépend du canton des Basses Plaines de l'Aude pour l'élection des conseillers départementaux, depuis le redécoupage cantonal de 2014 entré en vigueur en 2015, et de la deuxième circonscription de l'Aude  pour les élections législatives, depuis le redécoupage électoral de 1986.

### Liste des maires
| Période                                  | Période      | Identité             | Étiquette | Qualité                                                                           |
| ---------------------------------------- | ------------ | -------------------- | --------- | --------------------------------------------------------------------------------- |
| août 1944                                | mai 1945     | Marius Suzanne       |           |                                                                                   |
| mai 1945                                 | octobre 1947 | Gaston Gonties       |           |                                                                                   |
| octobre 1947                             | mai 1953     | Édouard Berthuel     |           |                                                                                   |
| mai 1953                                 | mars 1959    | Marcellin Hortala    |           |                                                                                   |
| mars 1959                                | mars 1965    | Louis Nègre          |           |                                                                                   |
| mars 1965                                | mars 1977    | Marcellin Hortala    |           | Cafetier aux Cabanes de Fleury                                                    |
| mars 1977                                | 1979         | Ferdinand Guionie    |           |                                                                                   |
| septembre 1979                           | mars 1989    | Christian Montagné   | PS        | Conseiller régional de Languedoc-Roussillon                                       |
| mars 1989                                | 1993         | Christian Marty      |           |                                                                                   |
| octobre 1993                             | mars 2001    | Raoul Ortola         |           |                                                                                   |
| mars 2001                                | mars 2008    | Alain Sablairol      | PS        | Conducteur SNCF Vice Président de la Communauté d'agglomération de la Narbonnaise |
| mars 2008                                | 2020         | Guy Sié              | DVD       | Retraité de l'enseignement                                                        |
| juin 2020                                | En cours     | André-Luc Montagnier | SE        | Chef d’entreprise Vice-président du Grand Narbonne                                |
| Les données manquantes sont à compléter. |              |                      |           |                                                                                   |

La campagne et l'élection municipales de 2008 a fait l'objet d'un film documentaire Un village en campagne réalisé par Yves Jeuland et diffusé une première fois sur France 3 le 13 juin 2009.

## Démographie
L'évolution du nombre d'habitants est connue à travers les recensements de la population effectués dans la commune depuis 1793. Pour les communes de moins de 10 000 habitants, une enquête de recensement portant sur toute la population est réalisée tous les cinq ans, les populations de référence des années intermédiaires étant quant à elles estimées par interpolation ou extrapolation. Pour la commune, le premier recensement exhaustif entrant dans le cadre du nouveau dispositif a été réalisé en 2007.

En 2022, la commune comptait 4 071 habitants, en évolution de +5,3 % par rapport à 2016 (Aude : +2,65 %, France hors Mayotte : +2,11 %).
| 1793 | 1800  | 1806  | 1821  | 1831  | 1836  | 1841  | 1846  | 1851  |
| ---- | ----- | ----- | ----- | ----- | ----- | ----- | ----- | ----- |
| 923  | 1 000 | 1 143 | 1 194 | 1 305 | 1 275 | 1 297 | 1 297 | 1 464 |

| 1856  | 1861  | 1866  | 1872  | 1876  | 1881  | 1886  | 1891  | 1896  |
| ----- | ----- | ----- | ----- | ----- | ----- | ----- | ----- | ----- |
| 1 407 | 1 517 | 1 675 | 1 630 | 1 741 | 2 118 | 2 162 | 2 220 | 2 235 |

| 1901  | 1906  | 1911  | 1921  | 1926  | 1931  | 1936  | 1946  | 1954  |
| ----- | ----- | ----- | ----- | ----- | ----- | ----- | ----- | ----- |
| 2 250 | 2 168 | 2 011 | 2 120 | 2 146 | 2 122 | 2 056 | 1 770 | 1 965 |

| 1962  | 1968  | 1975  | 1982  | 1990  | 1999  | 2006  | 2007  | 2012  |
| ----- | ----- | ----- | ----- | ----- | ----- | ----- | ----- | ----- |
| 2 014 | 2 030 | 1 877 | 2 027 | 2 264 | 2 547 | 3 071 | 3 146 | 3 812 |

| 2017  | 2022  | - | - | - | - | - | - | - |
| ----- | ----- | - | - | - | - | - | - | - |
| 3 825 | 4 071 | - | - | - | - | - | - | - |

La population du hameau des Cabanes de Fleury est d'environ 100 personnes en hiver.

## Économie

### Revenus
En 2018  (données Insee publiées en septembre 2021), la commune compte 2 166 ménages fiscaux, regroupant 4 190 personnes. La médiane du revenu disponible par unité de consommation est de 19 760 € (19 240 € dans le département). 42 % des ménages fiscaux sont imposés (39,9 % dans le département).

### Emploi
| Division       | 2008   | 2013   | 2018   |
| -------------- | ------ | ------ | ------ |
| Commune        | 10,3 % | 11,9 % | 14,8 % |
| Département    | 10,2 % | 12,8 % | 12,6 % |
| France entière | 8,3 %  | 10 %   | 10 %   |

En 2018, la population âgée de 15 à 64 ans s'élève à 2 027 personnes, parmi lesquelles on compte 69,8 % d'actifs (55,1 % ayant un emploi et 14,8 % de chômeurs) et 30,2 % d'inactifs,. Depuis 2008, le taux de chômage communal (au sens du recensement) des 15-64 ans est supérieur à celui de la France et du département.
La commune fait partie de la couronne de l'aire d'attraction de Narbonne, du fait qu'au moins 15 % des actifs travaillent dans le pôle,. Elle compte 678 emplois en 2018, contre 682 en 2013 et 630 en 2008. Le nombre d'actifs ayant un emploi résidant dans la commune est de 1 131, soit un indicateur de concentration d'emploi de 60 % et un taux d'activité parmi les 15 ans ou plus de 43,1 %.
Sur ces 1 131 actifs de 15 ans ou plus ayant un emploi, 450 travaillent dans la commune, soit 40 % des habitants. Pour se rendre au travail, 82,8 % des habitants utilisent un véhicule personnel ou de fonction à quatre roues, 3,3 % les transports en commun, 9 % s'y rendent en deux-roues, à vélo ou à pied et 4,9 % n'ont pas besoin de transport (travail au domicile).

### Activités hors agriculture

#### Secteurs d'activités
428 établissements sont implantés  à Fleury au 31 décembre 2019. Le tableau ci-dessous en détaille le nombre par secteur d'activité et compare les ratios avec ceux du département,.
| Secteur d'activité                                                                                        | Commune | Commune | Département |
| Secteur d'activité                                                                                        | Nombre  | %       | %           |
| --- | ------- | ------- | ----------- |
| Ensemble                                                                                                  | 428     | 100 %   | (100 %)     |
| Industrie manufacturière, industries extractives et autres                                                | 14      | 3,3 %   | (8,8 %)     |
| Construction                                                                                              | 48      | 11,2 %  | (14 %)      |
| Commerce de gros et de détail, transports, hébergement et restauration                                    | 206     | 48,1 %  | (32,3 %)    |
| Information et communication                                                                              | 2       | 0,5 %   | (1,6 %)     |
| Activités financières et d'assurance                                                                      | 10      | 2,3 %   | (2,7 %)     |
| Activités immobilières                                                                                    | 30      | 7 %     | (5,2 %)     |
| Activités spécialisées, scientifiques et techniques et activités de services administratifs et de soutien | 40      | 9,3 %   | (13,3 %)    |
| Administration publique, enseignement, santé humaine et action sociale                                    | 36      | 8,4 %   | (13,2 %)    |
| Autres activités de services                                                                              | 42      | 9,8 %   | (8,8 %)     |

Le secteur du commerce de gros et de détail, des transports, de l'hébergement et de la restauration est prépondérant sur la commune puisqu'il représente 48,1 % du nombre total d'établissements de la commune (206 sur les 428 entreprises implantées  à Fleury), contre 32,3 % au niveau départemental.

#### Entreprises
Les cinq entreprises ayant leur siège social sur le territoire communal qui génèrent le plus de chiffre d'affaires en 2020 sont : 
- Entrepots Stockage Bâtisseurs - Esb, commerce de gros (commerce interentreprises) de bois et de matériaux de construction (702 k€)
- Les Cigales D'azur, débits de boissons (603 k€)
- Caveau La Vendemiaire, autres commerces de détail alimentaires en magasin spécialisé (499 k€)
- Dijo, restauration traditionnelle (401 k€)
- Au Domaine De Vires, commerce de détail de boissons en magasin spécialisé (343 k€)

### Agriculture
La commune fait partie de la petite région agricole dénommée « Narbonnais ». En 2010, l'orientation technico-économique de l'agriculture  sur la commune est la viticulture (appellation et autre).
|                                   | 1988  | 2000 | 2010 |
| --------------------------------- | ----- | ---- | ---- |
| Exploitations                     | 143   | 91   | 88   |
| Superficie agricole utilisée (ha) | 1 986 | 1233 | 1126 |

Le nombre d'exploitations agricoles en activité et ayant leur siège dans la commune est passé de 143 lors du recensement agricole de 1988 à 91 en 2000 puis à 88 en 2010, soit une baisse de 38 % en 22 ans. Le même mouvement est observé à l'échelle du département qui a perdu pendant cette période 52 % de ses exploitations. La surface agricole utilisée sur la commune a également diminué, passant de 1 986 ha en 1988 à 1 126 ha en 2010. Parallèlement la surface agricole utilisée moyenne par exploitation a baissé, passant de 14 à 13 ha.

## Culture locale et patrimoine

### Lieux et monuments
- Église Saint-Martin, en partie romane.
- Chapelle Notre-Dame-de-Liesse (XVIIe).
- Chapelle des Pénitents de Fleury. L'édifice a été inscrit au titre des monuments historiques en 1982[65].
- Église Saint-Pierre de Saint-Pierre-sur-Mer.
- Étang de Pissevaches.
- Gouffre de l'Oeil Doux.
- Plages de Saint-Pierre-la-Mer et des Cabanes de Fleury.
Les rochers de St Pierre de la Batterie la Vallière  sont inscrits au titre des sites naturels depuis 1943[66].

Chapelle Notre-Dame-de-Liesse
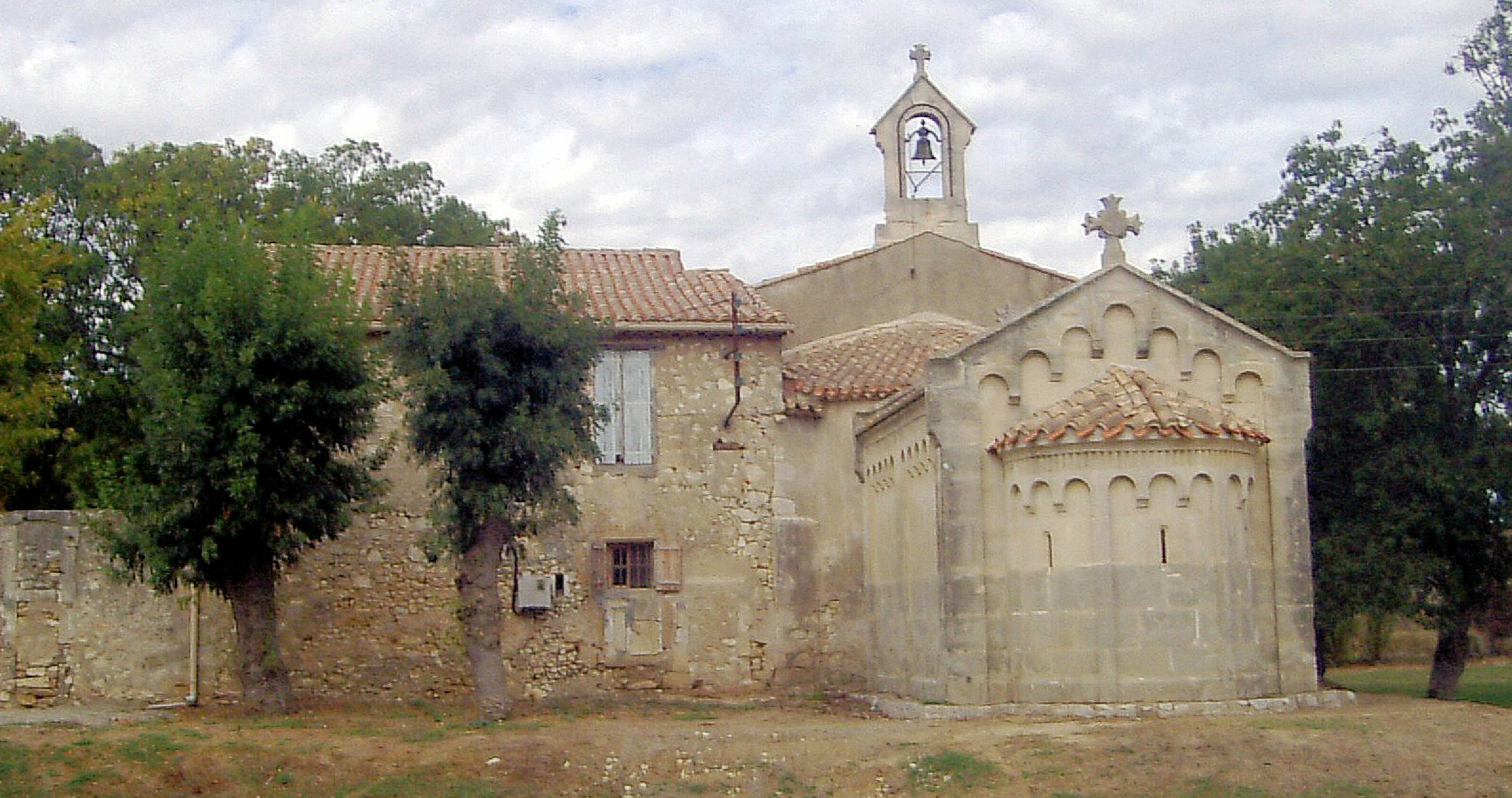
côté sud-est
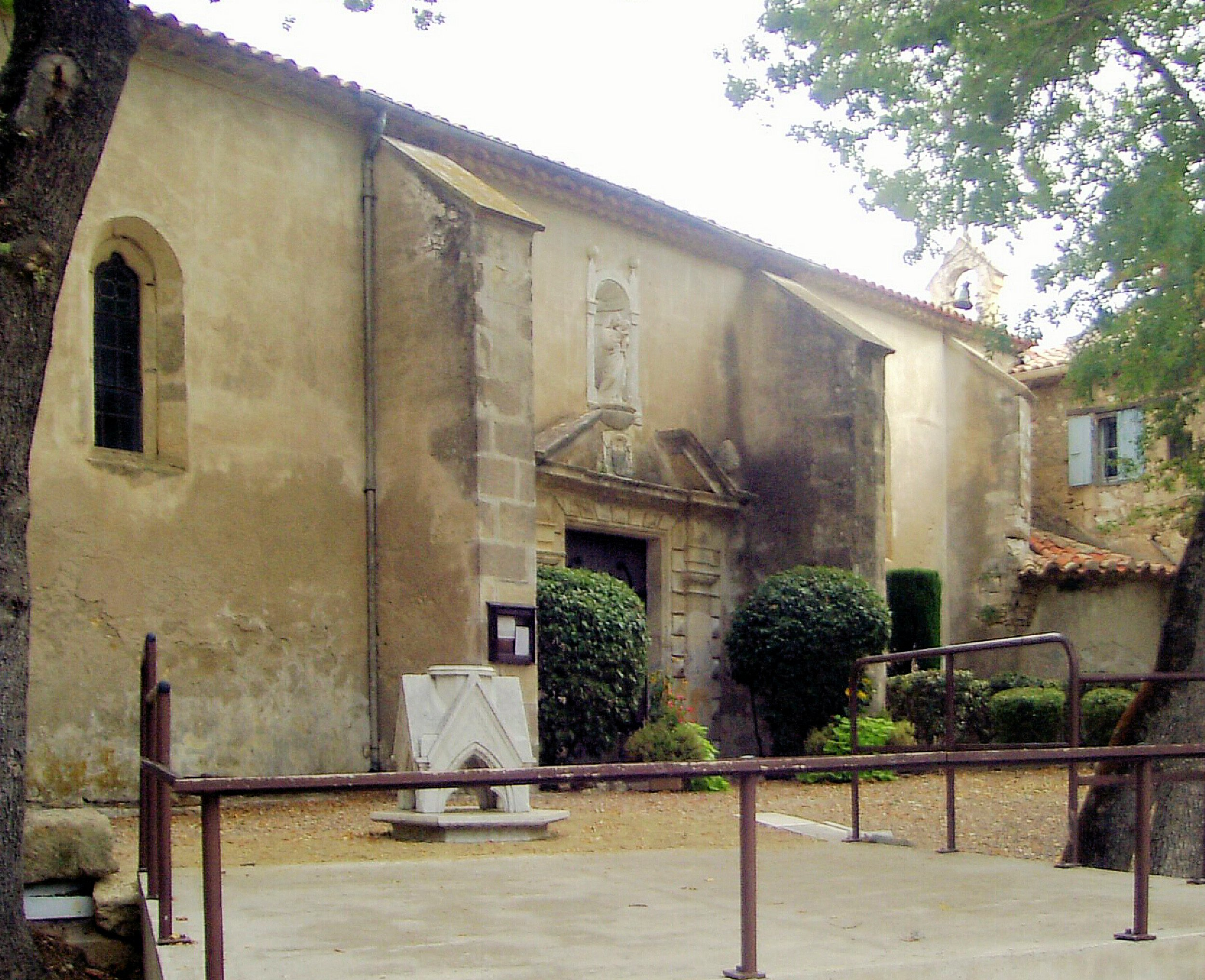
côté sud-ouest

### Personnalités liées à la commune
- Jean Hercule de Rosset de Rocozels de Fleury (1683-1748), premier duc de Fleury et pair de France.
- Raymond Cazanave (1893-1961), illustrateur et dessinateur de bande dessinée, né à Fleury.

### Culture populaire
Cinéma
En 1967, certaines scènes du Petit Baigneur de Robert Dhéry sont tournées en face des Cabanes de Fleury dans la maison de la famille Rossignol, au lieu-dit Chichoulet (commune de Vendres dans l'Hérault), avec de nombreux figurants de la région comme Roger Vidal et Louis Vié, véritable pêcheurs interprétant deux pêcheurs à la ligne dans une barque au bord de l'Aude.[réf. nécessaire]

### Héraldique
| Blason de Fleury-d'Aude | Blason  | D'argent à un poirier de sinople posé sur une terrasse du même, fruité d'or. |
| Blason de Fleury-d'Aude | Détails | Le statut officiel du blason reste à déterminer.                             |